# Waddenkerk
De Waddenkerk is een kerk in De Cocksdorp op Texel. Het door Jacob van der Kloot intworpen neoclassicistische zaalkerkje dateert uit 1841 en is een rijksmonument. Het kerkje wordt gebruikt door de Waddengemeente, een Hervormde kerkelijke gemeente (PKN).
De kerk heeft een eikenhouten preekstoel uit het midden van de 18de eeuw, afkomstig uit de voormalige Engelse kerk in Den Haag, met trap, ruggeschot, klankbord met vlampotten en doophek.
Boven de ingang bevindt zich een kleine klokkentoren.

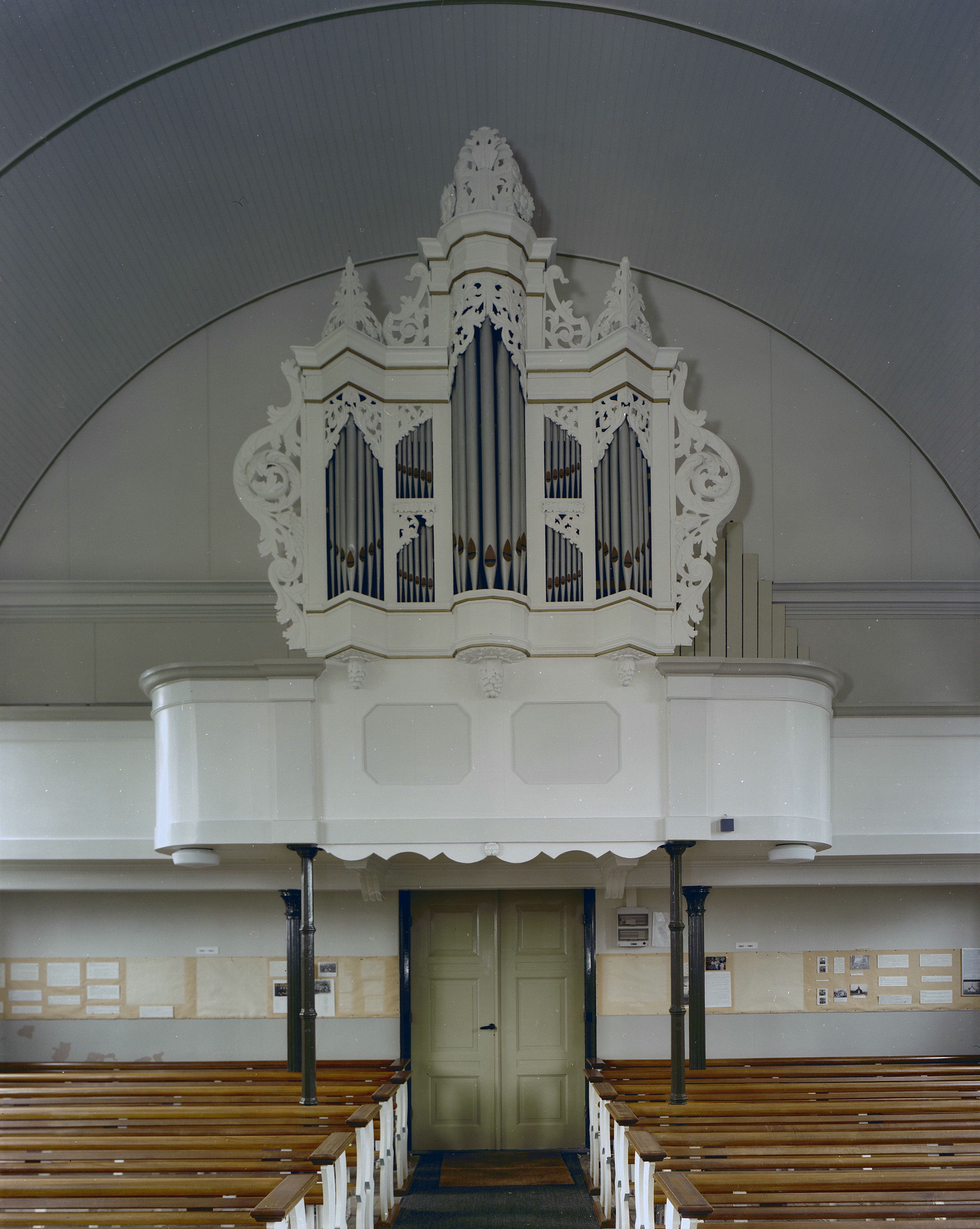
Het orgel

## Orgel
Er is een eenklaviers mechanisch kerkorgel, in 1879 gemaakt door Ehrenfried Leichel uit Duisburg in een kas uit 1736. Niet onder de bescherming vallen de latere toevoegingen en wijzigingen aan het pijpwerk.
E.Leichel, die dan in Arnhem woont, [] herstelt het orgel in 1894 en plaatst twee nieuwe registers. In 1950 herstelt de firma H. Spanjaard uit Amsterdam het instrument na oorlogsschade.
In 2004 restaureert de firma Mense Ruiter Orgelbouw uit Zuidwolde het orgel en vernieuwt de windvoorziening.

### Dispositie
- Manuaal: Bordun 16' - Principal 8'; Hohlflöte 8' - Viola di Gamba 8' (C-H in Hohlflöte) - Octave 4' (1894) - Flöte 4' - Octave 2' (1894) - Cornett 2⅔' 3 sterk discant.
- Pedaal (aangehangen): Bordun 16’ (transm.).

Mechanische sleepladen. Manuaalomvang: C-f3. Pedaalomvang: C-g. Winddruk: 78 mm. WK.